# Arcavacata
Arcavacata est une frazione de Rende de la province de Cosenza, dans la région de Calabre, en Italie.
L'université de Calabre se trouve sur les collines d'Arcavacata. 

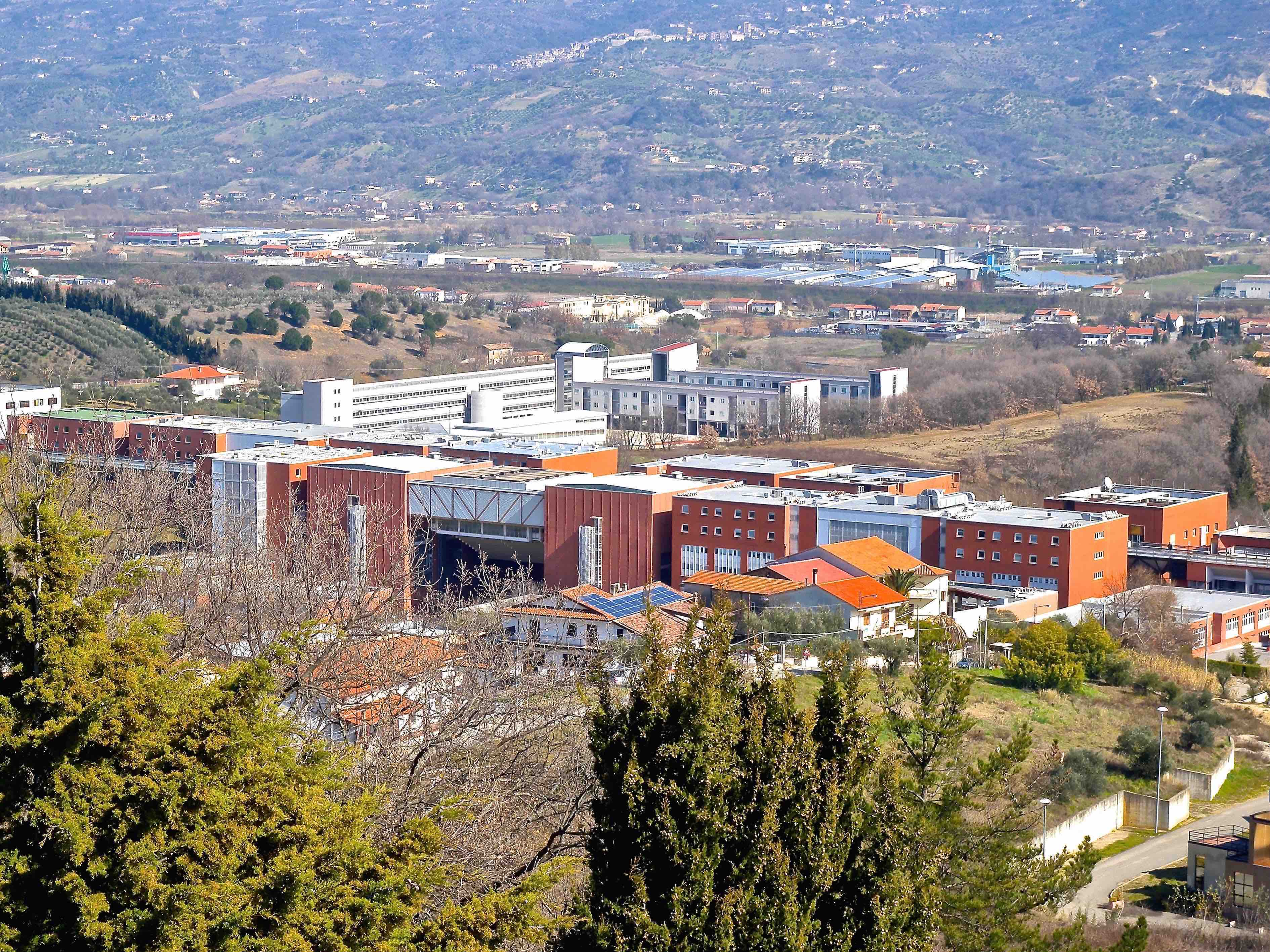
Campus de l'université de Calabre

## Monuments et lieux d'intérêt

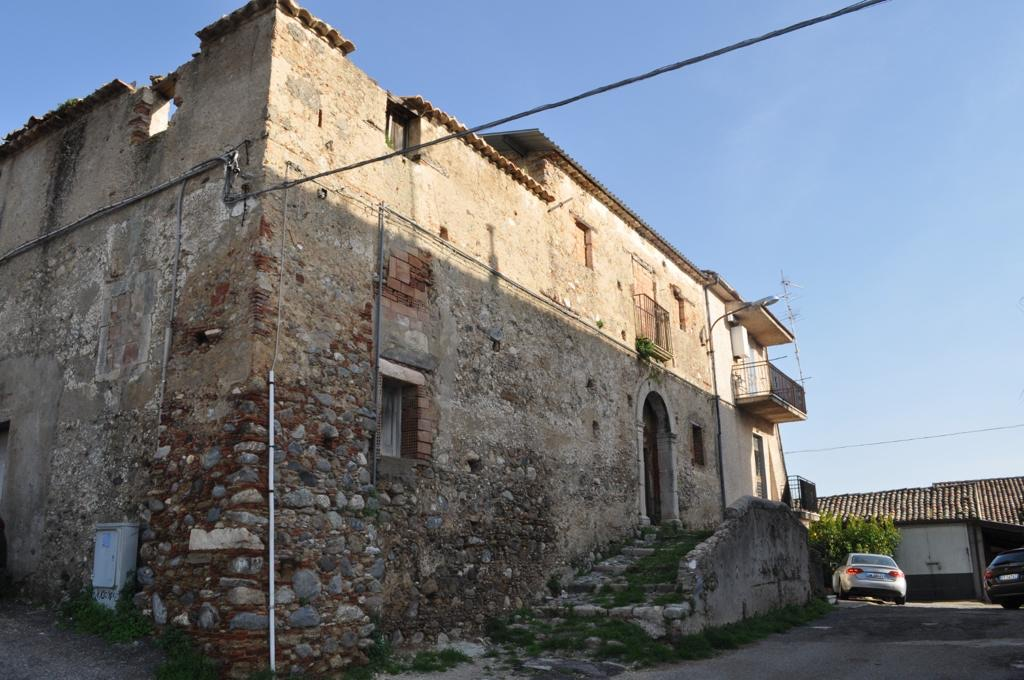

- Église Sainte-Marie-de-la-Consolation d'Arcavacata